# Sainte-Colombe (Rodan)
Sainte-Colombe – miejscowość i gmina we Francji, w regionie Owernia-Rodan-Alpy, w departamencie Rodan, w kantonie Mornant. Nazwa miejscowości pochodzi od imienia św. Kolumby.
Według danych na rok 2013 gminę zamieszkiwało 1868 osób, a gęstość zaludnienia wynosiła 1168 osób/km².